# La Guéroulde
La Guéroulde település Franciaországban, Eure megyében. Lakosainak száma 792 fő (2018. január 1.). La Guéroulde Bémécourt, Breteuil, Cintray és Francheville községekkel határos.

## Népesség
A település népességének változása:
| Lakosok száma | 697  | 631  | 582  | 554  | 622  | 738  | 806  | 846  | 807  | 792  |
|               | 1962 | 1968 | 1982 | 1990 | 1999 | 2008 | 2011 | 2013 | 2017 | 2018 |